# Монастир Святої Трійці
39°42′51″ пн. ш. 21°37′37″ сх. д. / 39.71417° пн. ш. 21.62694° сх. д.
Монастир Святої Трійці — чоловічий православний монастир на одній зі скель Фессалії у номі Трикала, Греція. Один із шести, що збереглись донині, Метеорських монастирів.

## Історія
Не існує достовірних свідчень про дату заснування обителі. Один з непідтверджених переказів свідчить, що монастир був заснований монахом Дометієм 1438 року. Проте існує історична згадка про монастир Святої Трійці разом із монастирем Великий Метеор, датована 1362 роком у наказі Симеона Уреша Палеолога. Достеменно відомо, що зведення собору відбулось 1476 року, на це вказує напис на південному фасаді храму.
Нині комплекс обителі складається із каплиці Шанованого Попередника, балконного замку, вівтаря, чернечих келій, вкритих низькими склепіннями. Справжньою окрасою є Собор, присвячений Святій Трійці. Позаду Собору розташований балкон, з якого відкривається мальовнича панорама на монастир Святого Стефана, монастир Русану, Монастир Святого Варлаама та Великий Метеор, а також дві скелі — Аліси та Святого Модеста. На ціх скелях також колись діяли монастирі: на скелі Святого Модеста — однойменний монастир, на скелі Аліси — монастир Святого Петра. Монастир Святого Модеста був найдавнішим серед Метеорських, побудований у ХІІ столітті, інший був заснований близько 1400 року.

## Собор

### Нава
Собор споруджений близько 1475–1476 рр., склепінчастий, двоколонний. Нава храму традиційна — хрестоподібна у плані, під тристороннім куполом, як і храм монастиря Святого Миколая Анапавсаса. На куполі єдине двопільне вікно та з трьох сторін імітаційні арки. Вхід до нави облаштований через низькі двері південної стіни. Зв'язок нави із основним храмом здійснюється через три проходи. Вівтар розташований поруч із ризницею, добудованою 1648 року.
Собор монастиря Святої Трійці прикрашений настінними фресками, віднесеними до двох етапів. До першого належить іконопис нави, а фрески основного храму, що вкривають давніші покрови, належать до другого етапу оздоблення храму. Серед живописних прикрас збереглись два написи творців. Відповідно до першого, оздоблення нави розпочалось 1692 року за митрополита Стагона Арсенія та за ініціативою Міхо Курика Кіріака із міста Велоні, ієромонаха та священника Івана Дамаскина. Власне іконопис виконували два майстри: Дімітрій Різос та Афанасій.
|  | «Возведений з фундамента та побудований цей божествений храм Святої Трійці архімандритом та деспотом Арсенієм та Міхо Мурікі Кіріаком, за допомогою ієромонаха та ігумена цього Святого монастиря Іоанна Дамаскіна 1692 року, у місяці травні. Розпис належить Іоанну Різо та Афанасію, 1699 рік.» Оригінальний текст (гр.) + ΙΣΤΟΡΙΘΗ Ο ΠΑΝΣΕΠΤΟΩΣ K(ΑΙ) ΘΕΙΩΣ ΝΑΩΣ ΤHΣ ΣΕΒΑΣΜΙΑΣ ΘΕΙAΣ MONHΣ ΤHΣ AΓΙΑΣ ΤΡΙΑΔΟΣ ΑΡΧΙΕΡΑΤΕΥΟΝΤΟΣ ΤΟΥ ΘΕΟΦΙΛΕΚΤΑΤΟΥ ΗΜΩΝ ΔΕ ΑΥΘΕΝΤΟΣ K(ΑΙ) ΔΕΣΠΟΤΟΥ ΚΥΡΥΟΥ ΚΥΡ ΑΡΣΕΝΙΟΥ K(ΑΙ) ΔΑ ΕΞΟΔΟΥ ΚΥΡ ΜΙΧΟ ΜΟΥΡΙΚΥ K(ΑΙ) ΚΗΡΙΑΚΟΣ K(ΑΙ) ΕΤΕΡΟΥ ΚΥΡΙΑΚΟΥ ΕΚ ΚΟΜΙΣ ΒΕΛΟΝΗ K(ΑΙ) ΔIA ΣΙΝΔΡΟΜΙΣ ΚΟΠΟΥ ΤΟΥ ΟΣΙΩΤΑΤΟΥ ΙΕΡΟΜΟΝΑΧΟΥ K(ΑΙ) ΗΓΟΥΜΕΝΟΥ ΤHΣ ΣΕΒΑΣΜΙΑΣ ΑΥΤΗΣ ΜΟΝΗΣ ΙΩΝΑ K(ΑΙ) ΔΑΜΑΣΚΙΝΟΥ ΙΕΡΟΜΟΝΑΧΟΥ K(ΑΙ) ΕΦΗΜΕΡΙΟΥ ΕΠΙ ΕΤΟΥΣ ΑώΧώςώΒώ (1692) ΑΠΟ ΑΔΑΜ ΖΣ KATA ΜΗΝΗ ΜΑΥΟΥ Λ ΙΝΔΙΚΤΙΟΩΝΟΣ ΙΕ K(ΑΙ) ΥΚΤΗΤΩΡΙΘΗ ΟΥΤΟΣ ΔΗΜΙΤΡΙΟΥ ΑΓΓΕΛΟΥ K(ΑΙ) ΧΡΙΣΑΝΘΙΣ ΕΤΕΙ ΑΧ (1699) ΚΑΙ ΔΙΑ ΧΕΙΡΟΣ ΡΙΖΩ ΙΩ(ΑΝΝΟΥ) K(ΑΙ) ΑΘΑΝΑΣΙΟΥ. |

У центрі куполу нави зображений Всемогутній, оточений ангельськими силами та Богоматір'ю, а нижче — п'ятнадцять пророків. В основі купола, між двома східними трикутниками, представено Благовіщення. У центрі сцени Богородиця та архангели. Східну стіну займають фігури Святого Ананія, Азарія та Михайла, а також Прабатьків.
На західному боці північної колони — Благання Богоматері та Попередник. На північній стороні колони зображено Христа «Правий Крита», Святий Зосима, а на південній — Святий Єфраїм із Сир, Гостинність Авраама. На внутрішньому боці арки, яку підтримують дві колони, зображено фігури святих, серед яких Матвій, Варнава, Тимофій, Агафа, Кіріаки, Варвара, Ірина, Адріан, Наталія, Єлизавета та пророк Захарій. На південній стіні — Молитва у Гефсиманії, Зрада Юди, нижче Таємна вечеря, Вмивання, Криза архієрієв та Відмова Петра. Нижче пояс із фігурами мучеників: Святі Косма та Даміан, Пантелеймон, Нестор, а також архангел Михаїл.
У центральній частині західної стіни зображено одну з найбільш монументальних сцен Собору — Успіння Богородиці. Поясом нижче Криза Пілата, Каяття та Повішення Юди. Ще нижче поясом — святі Костянтин та Олена, Феодосій Кіновіарх, Савва Ігіасмен, Євфимій, Антоній, а також архангел Гавриїл.
На північній стіні зображено сцени Над могилою Кустодія, Воскресіння та Камінь. Нижче — Збори архієреєв та фарисеєв, умивання Пілата, бичування та висміювання, фігури Георгія Каппадока, Тропеуха, Димитрія Великого Дукса та Міровліта, Феодора із Тир, Феодора Стратилата, Євстафія, Якова Перса та Міна.
Живопис нави Собору Святої Трійці відрізняється яскравістю барв, надзвичайною різноманітністю тем та їх композиціонуванням на відносно невеликих поверхнях. Живописці Іоанн Різос та Афанасій, представники «Критської школи», створили легкі, гармонійні та добре сплановані образи, при цьому дуже детально передані вирази облич, промальовані деталі вбрання тощо.

### Основний храм
Іконопис основного храму, відповідно до напису на західній стіні, над південною аркою, було здійснено за митрополита Стагона Феофана, за сприяння ігумена обителі Парфенія, ієромонаха Яніка, ієрея Стефана, ієромонаха Даниїла, на кошти братів Яна та Анастасія Макрі 1741 року. Іконопис був виконаний двома братами священиками Антонієм та Миколаєм.
|  | «Возведений з фундамента та побудований цей божествений та поважний храм Святої Трійці зусиллями ігумена Парфенія, ієромонахів Яніка, Даниїла, Константіна, на кошти братів Яна та Анастасія Маккрі за митрополита Феофана 1741 року. Оформлення було здійснене братами Антонієм та Миколаєм 6 жовтня.» Оригінальний текст (гр.) + ΙΣΤΟΡΙΘΗ Η ΘΕΙΑ ΑΥΤΗ ΜΟΝΗ K(ΑΙ) ΣΕΒΑΣΜΙΑΣ ΕΙΣ ΟΝΟΜΑ ΤHΣ AΓΙΑΣ ΤΡΙΑΔΟΣ ΔΙΑ ΣΥΝΔΡΟΜΙΣ ΤΟΥ ΠΑΝΟΣΙΟΤΑΤΟΥ ΚΑΘΗΓΟΥΜΕΝΟΥ ΠΑΡΘΕΝΙΟΥ ΙΕΡΟΜΟΝΑΧΟΥ ΙΑΝΙΚΙΟΥ ΙΕΡΟΜΟΝΑΧΟΥ: K(ΑΙ) ΣΤΕΘΑΝΟΥ ΙΕΡΕΟΣ ΔΑΝΗΙΛ ΙΕΡΟΜΟΝΑΧΟΥ ΕΘΗΜΕΡΕΥΩΝΤΟΣ, ΚΟΝΣΤΑΝΤΙΝΟΥ ΙΕΡΟΜΟΝΑΧΟΥ ΔΙΑ ΕΞΟΔΟΥ, ΙΑΝΟΥ ΜΑΚΡΙ K(ΑΙ) ΑΥΤΑΔΕΛΦΟΥ ΑΝΑΣΣΤΑΣΙΟΥ ΑΥΤΟΥ ΑΡΧΙΕΡΑΤΕΥΩΝΤΟΣ ΤΟΥ ΘΕΟΦΙΛΕΚΤΑΤΟΥ ΑΥΤΟΥ K(ΑΙ) ΛΟΓΙΟΑΤΟΥ K(ΥΡΙ)ΟΥ ΚΥΡ ΘΕΟΦΑΝΟΥΣ ΕΤΟΥΣ ΑΧΜΑ (1741) ΔΙΑ ΧΕΙΡΟΣ ΑΝΤΩΝΙΟΥ ΙΕΡΕΩΣ K(ΑΙ) ΝΙΚΟΛΑΟΥ ΟΚΤΩΒΡΙΟΥ 6 ΑΥΤΑΔΕΛΦΩΝ. |

На куполі основного храму Святої Трійці традиційно зображено Всемогутнього, оточеного поясом ангельських сил, Богородицею (на заході) та Попередником (на сході). На наступному поясі зображені пророки Єлисей, Ілля, Даниїл, Ісая, Захарій, Єремія, Мойсей, Давид, Соломон, Малахій, Овдій, Авакум, Осія, Єзекіїль, Амос та Іона. У трикутних формах постають євангелісти зі своїми знаками, усі за винятком Луки, який малює Богородицю, а не пише Євангеліє. На поверхнях між трикутниками зображені фігури Христа, патрірхів Ісаака, Авраама та Якова.
Під аркою купола вівтаря зображено Богородицю серед янголів та Богородицю Платитеру небес. Нижче — Бесіда апостолів, а по нижньому поясу — спільна літургія ієрархів Григорія Богослова, Василія Великого, Івана Золотоустого, Григорія Діалога. У центрі склепіння — П'ятидесятниця, нижче Свята Трійця.Майже усю північну стіну займає сцена Зняття. Під акрою купола тигеля зображено Очищення. Під склепінням — архангел Михаїл, на південній стіні — Святий Аефал, на північній — Видіння Святого Петра Александрійського.
На східній стіні приміщення для дияконів зображений Святий Кирило Александрійський під час богослужіння. Над вогнищем — архангел Гавриїл. На південній стіні — святий Ігнатій Теофор. Під склепінням південної арки основного храму замальовано Благовіщення та Хрещення. З-під сцени Благовіщення досить добре проглядають фігури Святих Костянтина та Олени на давнішому шарі. У центрі склепіння Христос Еммануїл та на куполі — Різдво та Стрітення. Нижче на південній стіні фігури Святих Миколая, Спиридона, Харалампія, Прокопія, Микити та Святий Онуфрія. На куполі південної стіни Пір Ірода та Обрізання Попередника. На передньому плані — Святий Лаврентій. На східному боці південної колони зображено апостола Петра та на східному боці північної колони — апостола Павла.
Під північним склепінням зображені Преображення та Розп'яття, нижче під останнім проглядає образ архангела Гавриїла з давнішого покрову. У центрі куполу — Христос, на північному куполі Пробудження Лазаря та Вербоносець. Нижче на північній стіні зображені фігури святої Катерини, Меркурія Артемія, Віссаріона — архієпископа Лариси та Трикали, Ахіллея Лариси, Марії Єгипетської. На куполі між іконостасом та амвоном — пророк Ілля у пустелі та у центрі — Святий Мойсей Ефіоп.